# Bucht von Lamon
Die Bucht von Lamon ist ein Teil der Philippinensee, an der Ostküste der Insel Luzon auf den Philippinen. Die Bucht erstreckt sich vom Polillo-Archipel über die Nordküste der Provinz Quezon bis zur Küste der Provinz Camarines Norte. Die größten Inseln innerhalb der Bucht sind Alabat, Cabalete und Balesin. Der südliche Teil der Bucht von Lamon wird durch die Insel Alabat in die beiden kleineren Buchten Lopez und Calauag geteilt.
Die Küstenlinie der Bucht von Lamon wird bestimmt durch eine Mischung von Mangrovenwäldern, Sandstränden und trockengefallenen Korallenriffen. Die der Küste vorgelagerten Korallenriffe sind zum Teil abgestorben und von Ablagerungen überdeckt worden. An der Südküste der Insel Alabat erstrecken sich große Mangrovenwälder; ihnen vorgelagert sind größere Marschgebiete, die bei Ebbe trockenfallen. Der durchschnittliche Tidenhub beträgt ca. 1,25 Meter. 
Das Klima im Bereich der Bucht von Lamon ist tropisch schwülwarm ohne ausgeprägte Trockenzeit. Die Bucht wird durch ihre Lage in der Taifunsaison regelmäßig von schweren Wirbelstürmen heimgesucht. Die schwersten Niederschläge fallen von November bis Januar.
Bei der Invasion der Philippinen im Dezember 1941 landeten die japanischen Invasionstruppen in der Bucht von Lamon an den Stränden der Gemeinden Mauban, Plaridel (Siain) und Atimonan.